# RAMP2
RAMP2 (англ. Receptor activity modifying protein 2) – білок, який кодується однойменним геном, розташованим у людей на короткому плечі 17-ї хромосоми. Довжина поліпептидного ланцюга білка становить 175 амінокислот, а молекулярна маса — 19 608.
| 10         |  | 20         |  | 30         |  | 40         |  | 50         |
| ---------- |  | ---------- |  | ---------- |  | ---------- |  | ---------- |
| MASLRVERAG |  | GPRLPRTRVG |  | RPAALRLLLL |  | LGAVLNPHEA |  | LAQPLPTTGT |
| PGSEGGTVKN |  | YETAVQFCWN |  | HYKDQMDPIE |  | KDWCDWAMIS |  | RPYSTLRDCL |
| EHFAELFDLG |  | FPNPLAERII |  | FETHQIHFAN |  | CSLVQPTFSD |  | PPEDVLLAMI |
| IAPICLIPFL |  | ITLVVWRSKD |  | SEAQA      |  |            |  |            |

A: Аланін

C: Цистеїн

D: Аспарагінова кислота

E: Глутамінова кислота

F: Фенілаланін

G: Гліцин

H: Гістидин

I: Ізолейцин

K: Лізин

L: Лейцин

M: Метіонін

N: Аспарагін

P: Пролін

Q: Глутамін

R: Аргінін

S: Серин

T: Треонін

V: Валін

W: Триптофан

Кодований геном білок за функцією належить до рецепторів. 
Задіяний у таких біологічних процесах, як транспорт, альтернативний сплайсинг. 
Локалізований у мембрані.